# Marcel Puvák
Marcel Puvák (* 26. prosince 1978 Prievidza) je římskokatolický kněz původem ze Slovenska, který působil do roku 2019 v České republice v Ostravsko-opavské diecézi a nyní v ní opět působí jako kněz, bývalý vedoucí náboženského vysílání křesťanské TV Noe.
Puvák pochází ze slovenské Prievidze, na Slovensku vystudoval gymnázium a následně sedm let studoval v Itálii, kde vystudoval teologii a část svého života prožil v Kongregaci Oratoria sv. Filipa Neri ve Vicenze. Lidové noviny uvádí, že si z Říma přivezl řadu kontaktů. Po návratu z Itálie šel, podle svých slov, na Moravu, kde absolvoval roční pobyt v kněžském semináři v Olomouci a zároveň začal doktorandské studium liturgiky.
Vyučoval na Biskupském gymnáziu v Ostravě a byl místopředsedou Moravsko-slezské křesťanské akademie pro Ostravsko-opavskou diecézi. Jeho homilie jsou publikovány v Katolickém týdeníku.
Puvák byl kaplanem pro média v ostravsko-opavské diecézi, administrátorem Římskokatolické farnosti Dětmarovice a v letech 2014 až 2019 administrátorem Římskokatolické farnosti Doubrava. Dříve působil ve farnosti Ostrava-Svinov. V roce 2017 přitáhl silnou mediální pozornost, když se mu podařilo dojednat první křest Češky papežem v novodobé historii. Účastnil se akcí jednoty Musica sacra.
V říjnu 2019 se stal hlavním aktérem sexuálního skandálu, kdy se nechal nachytat při schůzce, na kterou šel s úmyslem mít sex s mladíkem. Většina českých médií z této kauzy udělala senzaci, když informovala, že mělo jít o mladíka, který na internetu vystupoval jako invalida na vozíku. Z nahrávky, kde je vypsaná jejich komunikace v polštině, je ovšem jasné, že to tak nebylo. Jen se o handicapovaných bavili. Za celou věcí stál polský aktivista Zbigniew Stonoga. Puvák přiznal úmysl mít sex s mužem, ale odmítl, že mělo jít o nezletilého. Poté Puvák rezignoval na všechny své duchovní funkce. Diecézní biskup jej do konečného vyřešení záležitosti postavil s okamžitou platností mimo službu a TV Noe s ním ukončila spolupráci. Celý skandál byl silně medializován v České republice a Polsku, ale informovala o něm i média v jiných zemích.
Kromě působení v TV Noe často vystupoval v pořadu Dobré ráno České televize a byl i hostem chatů tohoto pořadu. Puvák uvádí, že dříve chtěl vstoupit do politiky a nejvíce se shoduje s jeho osobními hodnotami a postoji program KDU-ČSL.

## Odborné texty
- PUVÁK, Marcel. Sedes a jeho miesto vminulosti a prítomnosti. In Liturgia. 2007, roč. 17, č. 1, s. 97-101. ISSN 1210-0676.